# グリコスルファターゼ
グリコスルファターゼ(Glycosulfatase、EC 3.1.6.3)は、以下の化学反応を触媒する酵素である。
D-グルコース-6-硫酸 + 水{\displaystyle \rightleftharpoons }D-グルコース + 硫酸
従って、この酵素の基質はD-グルコース-6-硫酸と水の2つ、生成物はD-グルコースと硫酸の2つである。
この酵素は加水分解酵素、特に硫酸エステル加水分解酵素に分類される。系統名は、糖スルファターゼ スルホヒドロラーゼ(sugar-sulfate sulfohydrolase)である。他にglucosulfatase等とも呼ばれる。この酵素は解糖系/糖新生に関与している。